# Ferruccio Novo
Ferruccio Novo (ur. 22 marca 1897, zm. 8 kwietnia 1974) – włoski piłkarz i trener piłkarski. Urodził się w Turynie.
Był piłkarzem Torino FC, a prezesem tego klubu został w 1939 roku. Ponadto, jako selekcjoner reprezentacji Włoch w piłce nożnej, wprowadził ją do mistrzostw świata 1950.